# Jerzy Kukuczka
Józef Jerzy Kukuczka (Katowice, 1948. március 24. – Lhoce (déli fal), Nepál, 1989. október 24.) világhírű lengyel hegymászó. A második ember a világon, aki mind a tizennégy, nyolcezer méter fölötti hegycsúcsot megmászta Reinhold Messner után. Ezt a megtisztelő címet 1987. szeptember 18-án érdemelte ki, a Sisapangma meghódításával.

## A 14 nyolcezres megmászásának története
Kukuczkáról sokan mondják, hogy a valaha élt magashegyi mászók közül a legjobb volt. Kitalált és megmászott tíz új utat, a többi négy hegycsúcson pedig első téli mászóként járt, így teljesítménye legalább olyan értékű, mint az összes nyolcezres megmászását elsőként teljesítő Messneré. Ami igazán bámulatossá teszi ezt a tényt, az az, hogy minden mászásakor nagyon szegény felszereléssel volt ellátva, s az akkori Lengyelországtól sem kapott támogatást, s nem voltak szponzorai sem.[forrás?]
1. 1979 – Lhoce - normál útvonal
2. 1980 – Mount Everest - új útvonal
3. 1981 – Makalu - új útvonal, egyedül
4. 1982 – Broad Peak - normál útvonal, alpesi stílus
5. 1983 – Gasherbrum II - új útvonal, alpesi stílus
6. 1983 – Gasherbrum I - új útvonal, alpesi stílus
7. 1984 – Broad Peak - új útvonal, alpesi stílus
8. 1985 – Dhaulagiri - első téli meghódítás
9. 1985 – Cho Oyu - első téli meghódítás, új útvonal
10. 1985 – Nanga Parbat - új útvonal
11. 1986 – Kancsendzönga - első téli meghódítás
12. 1986 – K2 - új útvonal, alpesi stílus
13. 1986 – Manaslu - új útvonal, alpesi stílus
14. 1987 – Annapurna I. - első téli meghódítás
15. 1987 – Sisapangma - új útvonal, alpesi stílus

## Halála
1989-ben, amikor a Lhoce déli falán mászott, 8200 méteres magasságban lezuhant. Halálának oka az volt, hogy egy katmandui piacon használt kötelet vett, mely nem bírta a megterhelést, elpattant, Kukuczka pedig lezuhant.